# Polipropilenglicol
El polipropilenglicol o el óxido de polipropileno es el polímero del propilenglicol. Químicamente es un poliéter. El término polipropilenglicol o PPG se reserva para polímeros de masa molar de rango bajo a medio cuando la naturaleza del grupo final, que generalmente es un grupo hidroxilo, sigue siendo importante. El término "óxido" se usa para el polímero de masa molar alta cuando los grupos finales ya no afectan las propiedades del polímero. En 2003, el 60% de la producción anual de óxido de propileno de 6,6 × 106 toneladas se convirtió en el polímero.

## Polimerización
El polipropilenglicol se produce por polimerización de apertura del anillo de óxido de propileno. El iniciador es un alcohol y el catalizador una base, generalmente hidróxido de potasio. Cuando el iniciador es etilenglicol o agua, el polímero es lineal. Con un iniciador multifuncional como glicerina, pentaeritritol o sorbitol, el polímero se ramifica. 
La polimerización convencional de óxido de propileno da como resultado un polímero atáctico. El polímero isotáctico se puede producir a partir de óxido de propileno ópticamente activo, pero a un alto costo. A salen cobalto catalizador se informó en 2005 para proporcionar la polimerización isotáctica de la proquiral óxido de propileno.

Catalizador de cobalto para óxido de polipropileno isotáctico

## Propiedades
El PPG tiene muchas propiedades en común con el polietilenglicol (PEG). El polímero es un líquido a temperatura ambiente. La solubilidad en agua disminuye rápidamente al aumentar la masa molar. Los grupos hidroxilo secundarios en PPG son menos reactivos que los grupos hidroxilo primarios en polietilenglicol. El PPG es menos tóxico que el PEG, por lo que los biotecnológicos ahora se producen en PPG. 

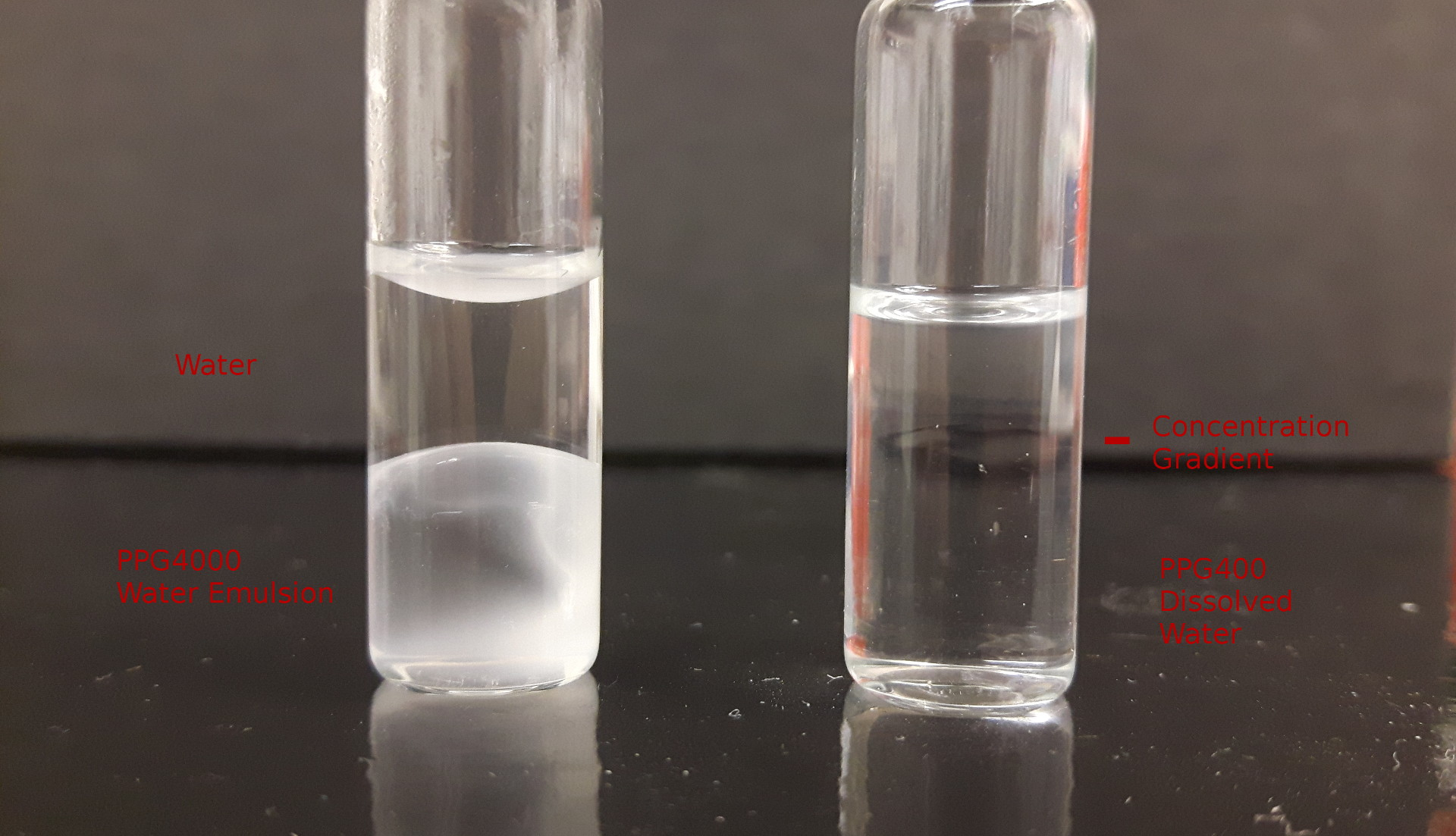
Diferencia en la solubilidad en agua de PPG4000 y PPG400

## Usos
- En muchas formulaciones para poliuretanos.
- Modificador de reología.
- Surfactante, agente humectante, dispersante en el acabado de cuero.
- Referencia de sintonización y calibrante en espectrometría de masas.
- Ingrediente principal en la fabricación de bolas de pintura.
- Ingrediente principal en la fabricación de algunos laxantes[3].